# Hada meraca
Hada meraca là một loài bướm đêm trong họ Noctuidae.